# Ossa wormiane

Le ossa Wormiane comparate con le ossa del cranio normali

Le ossa wormiane sono piccole ossa sovranumerarie piatte, presenti all'interno delle suture del cranio. Compaiono insieme ai consueti centri di ossificazione dello stesso, e sono relativamente rare.
Prendono il nome da Ole Worm (1588–1654), professore di Anatomia a Copenaghen.

## Descrizione e localizzazione
Esse tendono a variare di dimensioni e possono essere trovate su entrambi i lati del cranio. Di solito se ne possono rintracciare poche in un singolo individuo, anche se raramente possono essere molto numerose nei soggetti adulti con idrocefalo. 

## Patologia
Le ossa wormiane sono un reperto di varie patologie e sono importanti per la diagnosi della malattia dell'osteogenesi imperfetta.
Esse sono anche presenti in queste patologie: 
- Picnodisostosi,
- Rachitismo,
- Sindrome di Menkes o "dei capelli crespi",
- Disostosi cleidocranica,
- Ipoparatiroidismo e ipofosfatasia,
- Sindrome oto-palato-digitale (OPD),
- Acro-osteolisi primaria,
- Sindrome di Down,
- Trisomia 18 o Sindrome di Edwards.